# Ciclul solar 19

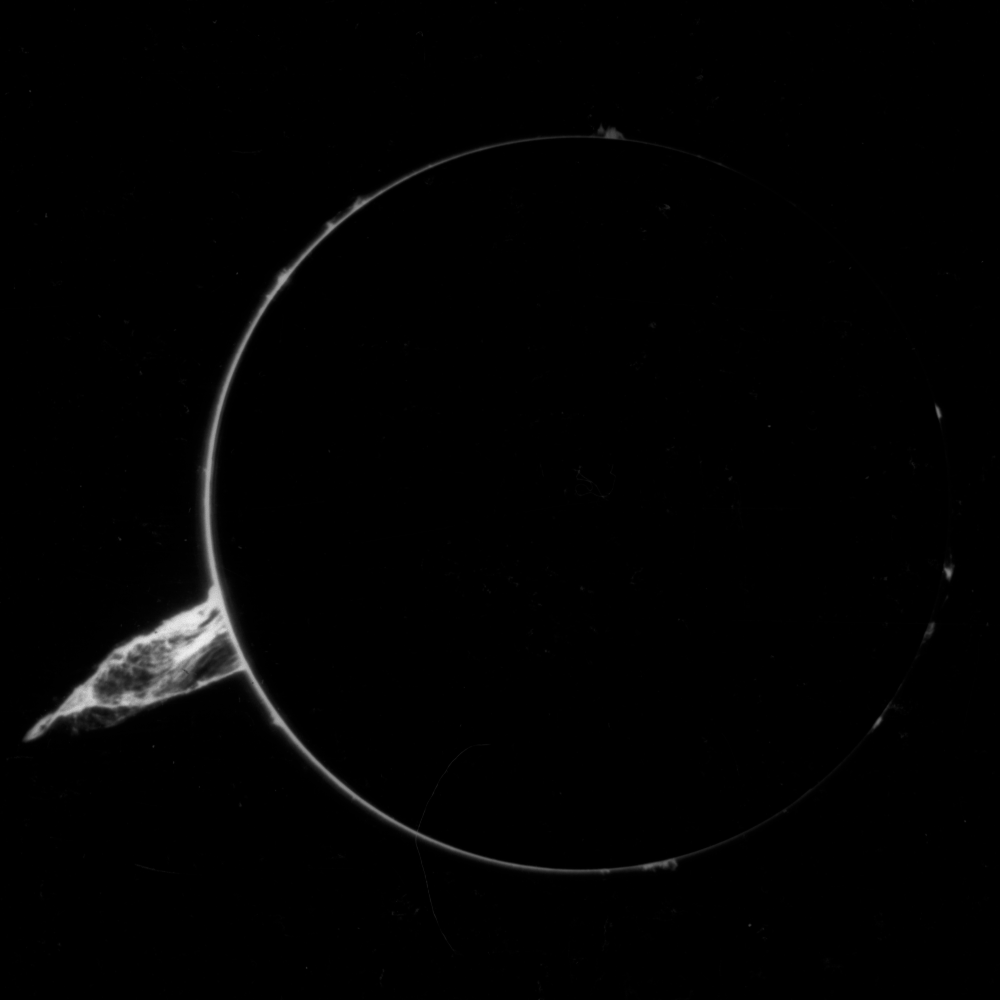
Imagine a protuberanței solare obținută de Observatorul Kanzelhöhe, la 11 aprilie 1959, 9:18 UTC.

Ciclul solar 19 a fost al nouăsprezecelea ciclu solar din 1755, când a început înregistrarea extensivă a activității petelor solare. Ciclul solar a durat 10,5 ani, începând în aprilie 1954 și încheindu-se în octombrie 1964. Anul Geofizic Internațional a avut loc la vârful acestui ciclu solar.
Numărul maxim ponderat de pete solare observat în timpul ciclului solar a fost de 285,0, în martie 1958 (cel mai mare înregistrat), iar minimul inițial a fost de 5,1.
În timpul tranzitului minim de la ciclul solar 19 la 20, au existat un total de 227 de zile fără pete solare. Acesta a fost cel mai mic număr din 1850.

## Evenimente extreme
O furtună geomagnetică din februarie 1956 a interferat cu comunicațiile radio și a determinat căutarea submarinului britanic Acheron, după ce acesta a pierdut contactul radio.
O auroră roșie intensă a speriat oamenii din Europa la 11 februarie 1958 și a fost vizibilă din multe orașe americane, până la sud de paralela 40°. Această furtună geomagnetică a provocat o pană de radio în America de Nord.
Aurora a fost vizibilă deasupra New York-ului pe 13 noiembrie 1960 și 1 octombrie 1961.